# Nipponocis
Nipponocis là một chi bọ cánh cứng trong họ Ciidae.

## Các loài
- Nipponocis ashuensis Nobuchi, 1959
- Nipponocis longisetosus Nobuchi, 1955
- Nipponocis magnus Nobuchi, 1955
- Nipponocis unipunctatus Nakane & Nobuchi, 1956